# Yvonne Strahovski
Yvonne Jaqueline Strzechowski (nascida em Werrington Downs, Sydney, Nova Gales do Sul, Austrália, em 30 de julho de 1982), conhecida pelo nome artístico Yvonne Strahovski (/strəˈhɒvski/), é uma atriz australiana. Ficou conhecida por interpretar Sarah Walker na série Chuck (2007–2012), Hannah McKay na série Dexter (2012–2013) e Kate Morgan na minissérie 24: Live Another Day (2014). Ela também interpreta Serena Joy Waterford na série dramática The Handmaid's Tale (2017–presente), pela qual recebeu indicações para dois Primetime Emmy Awards, três Screen Actors Guild Awards e um Globo de Ouro.
Seus outros trabalhos notáveis incluem Lego: The Adventures of Clutch Powers (2010), The Guilt Trip (2012), Killer Elite (2011), I, Frankenstein (2014), The Astronaut Wives Club (2015), Manhattan Night (2016), All I See Is You (2016), He's Out There (2018), The Predator (2018) e The Tomorrow War (2021). Ela dublou Miranda Lawson na série de videogame Mass Effect e Batwoman no filme de animação de super-heróis Batman: Bad Blood (2016).

## Biografia
Strahovski nasceu Yvonne Jaqueline Strzechowski em 30 de julho de 1982 em Werrington Downs, um subúrbio de Sydney, Austrália. Ela é filha única de Bożena, técnica de laboratório, e Peter Strzechowski, engenheiro eletrônico. Seus pais são emigrantes poloneses de Varsóvia.
A família mudou-se para Bass Hill quando Strahovski tinha cinco anos e mais tarde, para o subúrbio costeiro de Maroubra. Ela começou a ter aulas de atuação aos 12 anos. Logo após o colegial, Strahovski foi para o Theatre Nepean da Universidade do Oeste de Sydney, onde se formou como Bachelor of Arts em Performance em 2003. Ela então trabalhou profissionalmente no teatro na Austrália por três anos antes de conseguir um papel na série de TV americana Chuck.

## Carreira
Strahovski começou a atuar na escola quando interpretou Viola na produção escolar de Twelfth Night. Ela apareceu em papéis no cinema e na televisão na Austrália, incluindo uma participação no programa satírico Double the Fist e como Freya Lewis na série dramática australiana headLand. Ela também apareceu em Sea Patrol, do Channel Nine.
Strahovski enviou sua fita de teste para a série de TV Chuck enquanto estava nos Estados Unidos fazendo testes para papéis em outros programas, como a série Bionic Woman, de 2007, da NBC. Ela foi escalada como Sarah Walker depois de falar com Zachary Levi e se mudou para os Estados Unidos seis meses depois. Ela adotou a grafia mais fonética de Strahovski como seu nome artístico no lugar de Strzechowski nesta época.

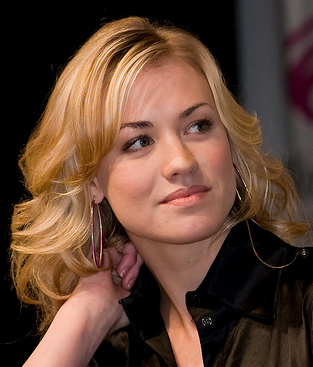
Strahovski na San Diego Comic-Con 2010.

Strahovski é fluente em polonês e inglês, e a empregou em uma breve troca com um colega no episódio de Chuck, "Chuck Versus the Wookiee", e novamente nos episódios "Chuck Versus the Three Words" e "Chuck Versus the Honeymooners". Embora ela interprete uma norte-americana na série, ela falou brevemente com sotaque australiano de "Hollywood" no episódio "Chuck Versus the Ex".
Strahovski aparece em Mass Effect Galaxy, Mass Effect 2 e Mass Effect 3 como a voz de Miranda Lawson. Ela teve seu rosto escaneado e animado para poder interpretar Lawson em Mass Effect 2. Também deu voz a Aya Brea na versão em inglês do spin-off de Parasite Eve, The 3rd Birthday.
Em 2010, Strahovski recebeu o Teen Choice Award para Escolha Atriz de TV de Ação para Chuck, assim como uma nomeação para o Spike Video Game Awards por Melhor Performance de uma Mulher, por Mass Effect 2.

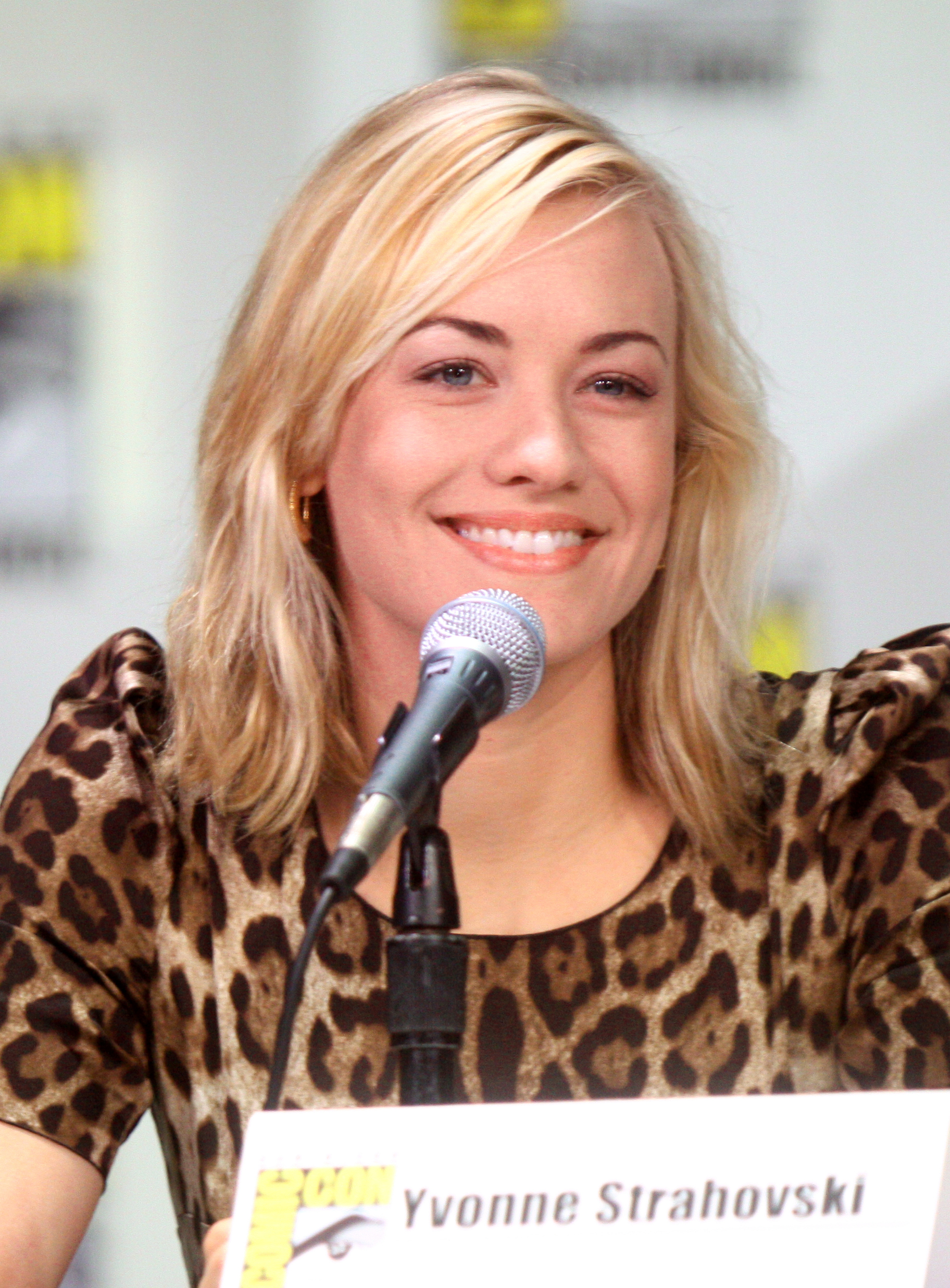
Strahovski na San Diego Comic-Con 2011.

Em 2011, ela apareceu em uma esquete do CollegeHumor em abril, parodiando os estilos musicais de Katy Perry, Kesha, Lady Gaga e Justin Bieber. Também apareceu em Killer Elite, ao lado de Jason Statham, Clive Owen e Robert De Niro. Em maio, se juntou a comédia The Guilt Trip, ao lado de Seth Rogen e Barbra Streisand. Foi nomeada novamente para os Teen Choice Awards na escolha de Atriz de TV de ação e a Cosmopolitan Magazine (Austrália) nomeou Strahovski a Mulher Divertida e Destemida do Ano, junto com Atriz de TV Favorita. Em novembro, ela foi escalada no papel feminino principal em I, Frankenstein.
Em 2012, ela apareceu em um novo comercial da SoBe Life, em março. Em maio, ela ficou em 35º lugar na Maxim Hot 100. Em junho, a Showtime anunciou que Strahovski havia se juntado ao elenco da sétima temporada de Dexter interpretando Hannah McKay, uma mulher envolvida em uma investigação após a morte de seu ex-amante, um assassino em série que ela acompanhou quando era adolescente. Em dezembro, ela fez sua estreia na Broadway em uma remontagem de Golden Boy, de Clifford Odets, pelo qual ganhou o Theatre World Award. Também foi homenageada junto com Liam Hemsworth por seu trabalho em papéis internacionais com o Australians in Film Breakthrough Award 2012. Em 2013, ela voltou para a oitava temporada de Dexter. Ela foi destaque na Maxim Hot 100 de 2009 a 2013.
Em 2014, se juntou à série de TV 24: Live Another Day, da Fox, escalada como Kate Morgan, uma agente da CIA. Mais tarde naquele ano, ela foi escalada como Rene Carpenter na série limitada da ABC, The Astronaut Wives Club. Em 2016, ela deu voz a Kate Kane / Batwoman, no filme animado Batman: Bad Blood. Também estrelou, junto com Adrien Brody, como Caroline Crowley no filme noir, Manhattan Night. Desde 2017, ela estrela como Serena Joy Waterford na aclamada série dramática do Hulu, The Handmaid's Tale. Por sua atuação, Strahovski recebeu uma indicação ao Primetime Emmy Award de Melhor Atriz Coadjuvante em Série Dramática em 2018. Em 2018, deu voz a Stalyan na série animada Rapunzel's Tangled Adventure, do Disney Channel, novamente ao lado de seu colega Zachary Levi.
Em 2020, ela estrelou como Sofie Werner na minissérie Stateless, da Netflix. Em 2021, apareceu na ficção científica The Tomorrow War, do Amazon Prime Video, ao lado de Chris Pratt. Em 2024, estrelou Teacup, série de terror do Peacock baseada no romance Stinger, de Robert R. McCammon.

## Vida Pessoal
No 69º Primetime Emmy Awards, Strahovski revelou que se casou com Tim Loden, seu parceiro de seis anos. O casal tem três filhos, nascidos em 2018, 2021, e 2023.

## Trabalhos

### Filmes
| Ano  | Título                                | Personagem            | Notas          |
| ---- | ------------------------------------- | --------------------- | -------------- |
| 2007 | Gone                                  | Sondra                |                |
| 2008 | The Plex                              | Sarah                 |                |
| 2009 | Persons of Interest                   | Lara                  | Curta-metragem |
| 2009 | The Canyon                            | Lori Conway           |                |
| 2010 | I Love You Too                        | Alice                 |                |
| 2010 | Matching Jack                         | Veronica              |                |
| 2010 | Lego: The Adventures of Clutch Powers | Peg Mooring           | Voz            |
| 2011 | Killer Elite                          | Anne Frazier          |                |
| 2012 | Koala Kid                             | Miranda               | Voz            |
| 2012 | The Guilt Trip                        | Jessica               |                |
| 2014 | I, Frankenstein                       | Dra. Terra Wade       |                |
| 2016 | Batman: Bad Blood                     | Kate Kane / Batwoman  | Voz            |
| 2016 | Manhattan Night                       | Caroline Crowley      |                |
| 2016 | All I See Is You                      | Karen                 |                |
| 2018 | He's Out There                        | Laura                 |                |
| 2018 | The Predator                          | Emily McKenna         |                |
| 2019 | Angel of Mine                         | Claire                | [ 36 ]         |
| 2021 | The Tomorrow War                      | Coronel Muri Forester |                |
| 2023 | Scrambled                             | Sara                  |                |

### Televisão
| Ano     | Título                       | Personagem                 | Notas                                |
| ------- | ---------------------------- | -------------------------- | ------------------------------------ |
| 2004    | Double the Fist              | Suzie                      | Episódio: "Fear Factory"             |
| 2005–06 | headLand                     | Freya Lewis                | 33 episódios                         |
| 2006    | BlackJack: Dead Memory       | Belinda                    | Telefilme                            |
| 2007    | Sea Patrol                   | Martina Royce              | Episódio: "Cometh the Hour"          |
| 2007–12 | Chuck                        | Agente da CIA Sarah Walker | Principal (91 episódios)             |
| 2012–13 | Dexter                       | Hannah McKay               | Recorrente (17 episódios)            |
| 2014    | Louie                        | Blake                      | Episódio: "Model"                    |
| 2014    | 24: Live Another Day         | Agente da CIA Kate Morgan  | Minissérie; Principal (12 episódios) |
| 2015    | The Astronaut Wives Club     | Rene Carpenter             | Principal (10 episódios)             |
| 2015    | Edge                         | Beth                       | Piloto                               |
| 2017–25 | The Handmaid's Tale          | Serena Joy Waterford       | Principal (56 episódios)             |
| 2018    | Rapunzel's Tangled Adventure | Stalyan (voz)              | 2 episódios                          |
| 2020    | Stateless                    | Sofie Werner               | Minissérie; 6 episódios              |
| 2024    | Teacup                       | Maggie Chenoweth           | Principal (8 episódios)              |

### Video games
| Ano       | Título             | Personagem de voz | Notas           |
| --------- | ------------------ | ----------------- | --------------- |
| 2009      | Mass Effect Galaxy | Miranda Lawson    |                 |
| 2010      | Mass Effect 2      | Miranda Lawson    |                 |
| 2011      | The 3rd Birthday   | Aya Brea          | Dublagem inglês |
| 2012–2013 | Mass Effect 3      | Miranda Lawson    |                 |

### Web
| Ano  | Título                    | Personagem                                   | Notas                            |
| ---- | ------------------------- | -------------------------------------------- | -------------------------------- |
| 2011 | Three Pop Stars, One Song | Katy Perry, Lady Gaga, Kesha e Justin Bieber | CollegeHumor YouTube video       |
| 2015 | Princess Rap Battle       | Daenerys Targaryen                           | YouTube video series; 1 episódio |

## Prêmios e nomeações
| Year | Award                      | Category                                                                   | Work                | Result   | Ref.   |
| ---- | -------------------------- | -------------------------------------------------------------------------- | ------------------- | -------- | ------ |
| 2010 | Teen Choice Awards         | Teen Choice Award de Melhor Atriz de TV – Ação                             | Chuck               | Venceu   | [ 37 ] |
| 2011 | TV Guide Awards            | TV Guide Award de Atriz Favorita                                           | Chuck               | Venceu   |        |
| 2011 | TV Guide Awards            | TV Guide Award para casal favorito que já (compartilhado com Zachary Levi) | Chuck               | Venceu   |        |
| 2011 | Teen Choice Awards         | Teen Choice Award para Melhor Atriz de TV – Ação                           | Chuck               | Indicado |        |
| 2012 | Teen Choice Awards         | Teen Choice Award para Melhor Atriz de TV – Ação                           | Chuck               | Indicado |        |
| 2013 | Saturn Award               | Saturn Award de Melhor Atriz Convidada na Televisão                        | Dexter              | Venceu   |        |
| 2018 | Screen Actors Guild Awards | Melhor performance de um conjunto em uma série dramática                   | The Handmaid's Tale | Indicado | [ 38 ] |
| 2018 | Primetime Emmy Awards      | Melhor atriz coadjuvante em série dramática                                | The Handmaid's Tale | Indicado | [ 39 ] |
| 2019 | Golden Globe Awards        | Melhor Atriz Coadjuvante – Série, Minissérie ou Filme para Televisão       | The Handmaid's Tale | Indicado | [ 40 ] |
| 2019 | Critics' Choice Awards     | Melhor Atriz Coadjuvante em Série Dramática                                | The Handmaid's Tale | Indicado | [ 41 ] |
| 2019 | Screen Actors Guild Awards | Melhor performance de um conjunto em uma série dramática                   | The Handmaid's Tale | Indicado | [ 42 ] |
| 2020 | Screen Actors Guild Awards | Melhor performance de um conjunto em uma série dramática                   | The Handmaid's Tale | Indicado | [ 43 ] |
| 2020 | AACTA Awards               | Melhor atriz principal em drama televisivo                                 | Stateless           | Venceu   | [ 44 ] |
| 2021 | Primetime Emmy Awards      | Melhor atriz coadjuvante em série dramática                                | The Handmaid's Tale | Indicado | [ 45 ] |